# Phostria aengusalis
Phostria aengusalis là một loài bướm đêm trong họ Crambidae.